# Enif
Enif (ε Pegasi) je nejjasnější hvězda v souhvězdí Pegase. Je to veleobr spektrální třídy K2 vzdálený od Slunce kolem 690 světelných let.

## Název
Tradiční název této hvězdy Enif pochází z arabského výrazu pro „nos“, který také hvězda představuje.

## Vlastnosti
Tento veleobr má asi 12krát větší hmotnost než Slunce, poloměr 185 poloměrů Slunce a je oproti němu 12 250krát zářivější.
Enif občas na krátkou dobu prudce zjasňuje a jeho zdánlivá hvězdná velikost se může měnit od 0,7 do 3,5.